# The Lucky Elopement
The Lucky Elopement è un cortometraggio del 1914 diretto da Ralph Ince.

## Trama
A causa della confusione involontaria e accidentale creatasi durante una fuga d'amore, due furfanti si fanno catturare mentre rapinano una casa e i due amanti iniziano bene la loro luna di miele.

## Produzione
Il film fu prodotto dalla Vitagraph Company of America.

## Distribuzione
Distribuito dalla General Film Company, il film - un cortometraggio di 304,8 metri, ovvero un rullo - uscì nelle sale statunitensi il 30 gennaio 1914.